# Ágios Pávlos (ort i Grekland, Mellersta Makedonien, Chalkidike)
Ágios Pávlos (Agios Pavlos) är en ort i Grekland.   Den ligger i prefekturen Chalkidike och regionen Mellersta Makedonien, i den nordöstra delen av landet, 270 km norr om huvudstaden Aten. Ágios Pávlos ligger 34 meter över havet och antalet invånare är 491.
Terrängen runt Ágios Pávlos är huvudsakligen platt, men österut är den kuperad. Havet är nära Ágios Pávlos åt sydväst. Närmaste större samhälle är Néa Kallikráteia, 3,1 km söder om Ágios Pávlos. 